# Henry Winneke
Sir Henry Arthur Winneke (Fitzroy North, 20 ottobre 1908 – 28 dicembre 1985) è stato un giudice e politico australiano.

## Biografia
Winneke era un discendente di immigrati tedeschi. Era il figlio di Henry Christian Winneke, giudice del tribunale della contea di Victoria. Frequentò il Ballarat Grammar School, Scotch College e l'Università di Melbourne.

## Seconda guerra mondiale
A seguito dello scoppio della seconda guerra mondiale, venne arruolato nella Royal Australian Air Force nell'ottobre 1939. Fu successivamente promosso a comandante il 1º ottobre 1941 e a capitano qualche mese più tardi, quando fu nominato direttore del servizio personale.

## Carriera
Dopo la fine della guerra, Winneke lasciato la RAAF. Nel 1949 fu nominato consigliere del re. Winneke divenne procuratore generale per lo Stato di Victoria in 1951.
Winneke fu nominato giudice capo della Corte suprema di Victoria nel 1964. Secondo Sir John Young, egli era "un modello di equità", che emetteva sentenze che "erano modelli di chiarezza e di apprendimento". Nel 1974 si ritirò dalla carica di capo della giustizia e divenne Governatore di Victoria.

## Matrimoni
Nel 1933 sposò Nancy Wilkinson ed ebbero due figli: John and Michael. Nel 1984 sposò Ellis Faul dalla quale non ebbe figli.